# Gonomyia (Leiponeura) inquisita
Gonomyia (Leiponeura) inquisita is een tweevleugelige uit de familie steltmuggen (Limoniidae). De soort komt voor in het Oriëntaals gebied.